# Kantyszewo
Kantyszewo (ros. Кантышево) – miejscowość w Rosji, w Inguszetii. Według danych szacunkowych na rok 2009 liczy 17 064 mieszkańców.